# Daemonorops gracilis
Daemonorops gracilis är en enhjärtbladig växtart som beskrevs av Odoardo Beccari. Daemonorops gracilis ingår i släktet Daemonorops och familjen Arecaceae. Inga underarter finns listade i Catalogue of Life.